# Gurdwara Karamsar, Rara Sahib
 (novembre 2014).
Le Gurdwara Karamsar, Rara Sahib est un temple du sikhisme situé à 22 km au sud-est de Ludhiana, au Pendjab, en Inde, à Rara Sahib exactement, un petit village. Ce gurdwara a été construit en hommage au Guru du sikhisme Guru Hargobind qui s'est arrêté dans ce lieu en 1631. Un grand temple datant des années 1940 est maintenant en place avec un langar, une cantine commune ; le temple marque l'endroit exact où le Guru s'est arrêté. La place est aussi connue car Sant Ishar Singh (1913-1963) y habitait. Cet homme était apprécié et reconnu, notamment pour ses séances de kirtan, les prières chantées sikhes. De nombreux dévots durant sa vie se pressaient à Rara Sahib pour l'entendre prêcher. Durant ces années, la foi sikhe a été très vivace dans ce village.